# Piratas del Caribe: La venganza de Salazar
Piratas del Caribe: La venganza de Salazar (Pirates of the Caribbean: Dead Men Tell No Tales en su versión original; traducido como Piratas del Caribe: Los muertos no cuentan historias) es una película estadounidense de acción de 2017, siendo la la quinta entrega de la serie cinematográfica Piratas del Caribe. Está dirigida por Joachim Rønning y Espen Sandberg. Fue producida por  Jerry Bruckheimer y cuenta con un guion de Jeff Nathanson. El elenco de la película incluye a Johnny Depp como el capitán Jack Sparrow, Geoffrey Rush como el capitán Barbossa, Kevin McNally como Joshamee Gibbs, Javier Bardem es el capitán Salazar, Brenton Thwaites como Henry Turner, Kaya Scodelario como Carina Smyth, y Orlando Bloom regresando en el papel de Will Turner, y Keira Knightley como Elizabeth Swann.
La preproducción de la película comenzó poco antes de que la cuarta entrega de Piratas del Caribe fuese lanzada en verano de 2011. El primer guion fue redactado por el escritor Terry Rossio, pero a principios de 2013 se contrató a Jeff Nathanson  para escribir uno nuevo, con Johnny Depp involucrado en el proceso de escritura. Inicialmente se planeó estrenar la película en 2015, pero se retrasó para el 2017 y luego para inicios del 2018, debido a problemas con el guion y el presupuesto. El rodaje se realizó en Australia en febrero de 2015, después de que el gobierno australiano le ofreciera a Disney 20 millones de dólares en incentivos fiscales para rodar la película exclusivamente en su territorio.

## Argumento
Henry Turner, el hijo de doce años de Will Turner y Elizabeth Swann, aborda el barco maldito de su padre, el Holandés Errante, informando a su padre que el mítico Tridente de Poseidón puede romper su maldición y su intención de reclutar al Capitán Jack Sparrow en busca de ayuda. Will, sin embargo, cree que el tridente no existe y le ordena a Henry que no se acerque a Jack que se vaya de regreso a casa. Will y el holandés desaparecen de nuevo en el mar, pero Henry aún jura encontrar a Sparrow y al Tridente.
Nueve años más tarde, Henry es un marinero de la Royal Navy, donde actualmente se encuentra participando en la persecución de un barco pirata, pero tan pronto como observa que se dirigen al sobrenatural Triángulo del Diablo, trata de desobedecer las órdenes y trata de que el barco de media vuelta y deje ir a los piratas, sin embargo por su acto de rebeldía, su oficial superior lo degrada de su rango por desertor y lo encierra en la prisión del barco por traición, por su parte el barco decide seguir con la persecución y entran hacia el sobrenatural Triángulo del Diablo. Tan pronto como ellos entran, rápidamente descubren que el barco pirata que perseguían aparece destruido en el fondo del mar y sin ningún sobreviviente, donde también se topan con un naufragio, el "Silent Mary" y son atacados por su tripulación fantasmal liderada por el malvado capitán español llamado Armando Salazar. Tan pronto como Salazar y su tripulación matan a todos a bordo, este llega hasta las celdas de la prisión donde se topa con Henry y otro recluso en la celda de alado, rápidamente Salazar y su fantasmal tripulación asesinan al otro preso, pero justo cuando iban a atacar a Henry, rápidamente Salazar observa un cartel de "Se busca" de Jack tirado en el suelo y decide perdonarle la vida a Henry, para que pueda enviarle un mensaje a Jack diciéndole que viene por él.
En la Isla de San Martín, una joven astrónoma y relojera llamada Carina Smyth es sentenciada a muerte por supuestamente ser acusada de "Bruja" (cuando originalmente no lo es), pero logra escapar de la custodia. Se cruza brevemente con Jack, quien con su tripulación trata de robar una bóveda del banco, pero accidentalmente arrastra todo el edificio con ellos al tirar de la caja fuerte y pierde la fortuna antes de estrellarse contra la salida del pueblo y escapar. La tripulación de Jack termina por abandonarlo, incluso Gibbs, que ha perdido la fe en Jack después de tantos años de servicio y su tripulación, quienes han experimentando nada más que mala suerte una y otra vez. 
Presionado, Jack cambia su brújula mágica por una botella de Ron. Sin embargo, esta traición a la brújula causa que el sello que mantenía a Salazar y su tripulación dentro del Triángulo del Diablo se rompiera y este último junto a su fantasmal tripulación escapan de su encierro en búsqueda de Jack y cobrar venganza. Por otro lado, Carina descubre que Henry está buscando la ubicación del Tridente y se ofrece para ayudarlo a usar un diario que le dejó su desconocido padre. Carina y Jack son capturados, pero son salvados por la tripulación de Henry y Jack, zarpando sobre su barco, la "Gaviota Moribunda". Carina descifra que las estrellas conducirán a una isla donde el Tridente está escondido.
Mientras tanto, el Capitán Barbossa escucha de su tripulación pirata que el revivido Capitán Salazar está matando a varios piratas en el mar y aprende de una bruja del mar llamada Shansa del Tridente, lo que posiblemente podría llevarlo a un nuevo "tesoro". Barbossa y su tripulación partieron en busca del Tridente, hasta que Salazar y su tripulación aparecen y destruyen la flota de Barbossa, pero Barbossa logra abrirse camino para que no muera ofreciéndole ayudarlo a encontrar a Jack, a lo que Salazar accede. Él le dice a Barbossa que hace mucho tiempo trabajó para la Armada Real Española cazando piratas. Sin embargo, un joven Jack Sparrow lo engañó en una jugada naval astuta para que navegara directamente hacia el Triángulo del Diablo, maldiciendo a su tripulación, su barco y a él. Salazar persigue a la "Gaviota Moribunda", obligando a Jack, Henry y Carina a huir a una isla mientras lucha contra los tiburones malditos de Salazar, descubriendo que la tripulación de Salazar no puede ir a la tierra. Mientras tanto la tripulación de Jack es capturada por la Marina Británica. 
Después de salvar a Jack de un matrimonio forzado, Barbossa se alía con Jack y le proporciona su brújula, obtenida de Shansa. Utiliza la Espada hoja Tritón para restaurar al Perla Negra miniaturizado, atrapado en una botella por Barbanegra hace cinco años, a su tamaño original, Barbossa apuñala la botella que contenía al Perla Negra y rápidamente corren lo más rápido posible a la costa, ya que la botella se empezaba a romper poco a poco. Sin embargo en pleno trayecto Jack, el Perla no deja de crecer y finalmente la botella se le cae en una roca y este crece a un tamaño miniatura y todos se preguntan que le había pasado, a lo cual Barbossa responde diciendo: «Necesita el océano», por lo que este último toma el pequeño Perla y lo lanza al océano donde el pequeño Perla se voltea y se hunde, sin embargo cuando las esperanzas parecían perdidas de pronto sale del agua el enorme navío restaurado a su tamaño original. Todos continúan su viaje a la isla del Tridente, con Barbossa tomando el mando del "Perla Negra" una vez más junto con su mono, que había quedado atrapado en la botella junto con el barco. Durante el viaje, Jack se da cuenta de que Carina es la hija perdida de Barbossa que hace mucho tiempo este abandono, resulta que Barbossa en ese entonces había dejado a Carina en un orfanato con su diario y el Ruby para que esta pudiera tener una mejor calidad de vida de la que el nunca pudo, sin embargo Barbossa nunca pensó que todos esos escritos que dejó en su diario un día la guiarían otra vez hacia él.
Al acercarse a la isla del Tridente, el Perla Negra evade a un buque de guerra de la Marina Británica, que es destruido por el Silent Mary, luego se produce una pelea entre Jack y Salazar, la Perla y el Silent Mary. Durante la pelea, Gibbs y el resto de la tripulación, que habían escapado del buque británico llegan a la Perla y pelean también contra la tripulación de Salazar. Jack pelea contra Salazar, luego Salazar le quita la espada a Jack pero este consigue escapar antes de que el Perla Negra encalle en la isla. Jack, Barbossa y Carina usan el ruby para usar la magia de la isla y así poder abrir un camino hacia el lugar del Tridente en el fondo del océano, separándose del océano. Salazar, tras haber capturado a Henry, posee su cuerpo, persiguiendo a Jack. Jack apenas logra defenderse mientras Carina toma el Tridente luego le arroja agua a Henry. Una vez consigue el Tridente, Salazar libera a Henry y tortura a Jack lanzándonlo al mar para ahogarlo. Cuando intenta matar a Jack, éste lo detiene, dándoles tiempo a Carina y a Henry para romper el Tridente en pedazos, rompiendo con todas las maldiciones sobre el mar y devolviendo la vida a la tripulación de Salazar. 
Sin embargo, el mar dividido comienza a colapsar sobre sí mismo. El Perla arroja su ancla para levantarlos a un lugar seguro, pero Salazar los persigue, todavía empeñado en matar a Jack. Carina se da cuenta de que Barbossa es su padre cuando ella ve un tatuaje en su brazo idéntico a la portada del diario. Barbossa la ve y le sonríe justo antes de sacrificarse a sí mismo para matar a Salazar, permitiendo que los demás escapen vivos. Jack, Henry y Carina suben a bordo del Perla donde los reciben con alegría pero se lamentan por la muerte de Barbossa. Carina que siente que lo ha perdido le revela a Henry que su apellido es Barbossa dando a entender que Héctor sí era su padre biológico.
Henry y Carina estando en Port Royal llevados por Jack y su tripulación, observan como Will Turner (Orlando Bloom) liberado regresa con su hijo y se reencuentra con su esposa el gran amor de su vida Elizabeth Swann (Keira Knightley) quien se sorprende al verlo y lo recibe con una gran alegría y la familia Turner se reúnen conviviendo juntos presentándose. Jack los observa desde el Perla Negra a la vez comenta "qué visión más repugnante", todos le dan la bienvenida tras recuperarlo todo junto con su brújula en mano y el mono de Barbossa en su hombro, Joshamee Gibbs le dice a que curso dirigirse a lo que Jack dice seguiremos las estrellas viendo su brújula le señala a un lugar dónde tiene un encuentro más allá hacia su querido horizonte donde va ver a su gran amor Ángelica (Penélope Cruz) llegando cerca del atardecer.
En una escena poscréditos, podemos ver a Will y a Elizabeth durmiendo plácidamente en su cama, hasta que de repente se escuchan unos pasos hacia la puerta de su habitación, la cual momentos después se abre y la figura que se aparece mediante la sombra no es otro que el mismísimo Davy Jones, quien de alguna forma ha resucitado y se puede observar su silueta caminando hacia donde esta Will y muestra su tenaza de cangrejo, pero cuando Will se despierta no ve a nadie en la habitación pensando que solo fue una pesadilla y vuelve a dormirse, sin embargo la imagen rápidamente se mueve hacia debajo de su cama donde se puede observar unos moluscos y conchas de mar, indicando que no fue un sueño y que Davy Jones está realmente vivo.

## Reparto
- Johnny Depp como el Capitán Jack Sparrow:[2] Un excéntrico capitán pirata que está en búsqueda del Tridente de Poseidón, el cual otorga el control sobre los mares a quien lo posea.

- Javier Bardem como el Capitán Armando Salazar:[3] Es un poderoso y despiadado Capitán de la Marina Real Española, decidido a eliminar a todos los piratas de los mares. Hasta que Jack Sparrow (quien era el miembro más joven de una tripulación pirata en aquel entonces) le tendió una trampa y quedó atrapado en el Triángulo del Diablo; ahora ha resurgido como un vengativo fantasma, con su tripulación y su nave, con la única intención de vengarse del hombre que le quitó su destino y continuar con su misión de eliminar a todos los piratas de los mares.

- Geoffrey Rush como el Capitán Héctor Barbossa: Capitán del "Venganza de la Reina Ana", y quien fue segundo de a bordo del barco de Jack Sparrow, el Perla Negra. Durante el desarrollo de la trama, se conoce que se ha convertido en el principal dominador del mar con 10 embarcaciones. Tras conocer sobre la reaparición de Salazar (quien previamente la había hundido algunos de esos barcos), le ofrece un trato para entregar a Jack Sparrow, llegando a tomar el mando del Perla Negra. Sin embargo, termina por cancelar ese trato cuando descubre que, junto al excéntrico pirata, se encuentra una joven, Carina Smyth, descubriendo finalmente que ella era su hija no reconocida.[4]

- Brenton Thwaites como Henry Turner:[3] Hijo de Will Turner y Elizabeth Swann. Es un joven que trata de volver a conectarse con su padre, Will Turner. Él lucha para romper una maldición que le impide hacerlo y para ello necesita el tridente de Poseidón.[5] Lewis McGowan interpreta a un joven Henry.[6]

- Kaya Scodelario como Carina Smyth:[3] Una astrónoma que ayudará a Jack Sparrow a buscar el Tridente de Poseidón, con la ayuda de un diario que le había dejado su padre como herencia. Tras conocer que Barbossa era su padre y quien le había dejado ese diario, termina adoptando la identidad de Carina Barbossa. Scodelario explicó la motivación y el papel de su personaje diciendo: "Ella es una académica que está luchando por el derecho a estudiar en la universidad, porque en ese momento las mujeres no podían."[7] Scodelario ha expresado en múltiples ocasiones las diferencias entre su personaje y el de Elizabeth Swann, interpretado por Keira Knightley.[8]

- Kevin R. McNally como Joshamee Gibbs: Amigo de Jack Sparrow y su primero de a bordo, que una vez fue miembro de la Marina Real. Suele ser uno de los que cuenta las historias de Jack Sparrow y de las leyendas y los misterios del mar.[3]

- Stephen Graham como Scrum:[3] Miembro de la tripulación del barco la Venganza de la Reina Ana de Barbossa, exmiembro de la tripulación de Barbanegra.

- Orlando Bloom como Will Turner:[9] Un herrero, convertido en pirata que, después de acabar con el malvado Davy Jones al final de la tercera película, ocupa su lugar como capitán del barco El Holandés Errante.[10] Al final de la película, queda liberado de la maldición y se reencuentra con su hijo, Henry, y con Elizabeth Swann, su esposa.
- Keira Knightley como Elizabeth Swann: Esposa de Will Turner, madre de Henry y Reina de la Hermandad Pirata.[11]

- Martin Klebba como Marty: Miembro de la tripulación de Jack Sparrow.[12]

- Golshifteh Farahani[3] como la bruja del mar Shansa.

- David Wenham[13] como el Teniente Scarfield: Antagonista secundario de la película. Oficial de la Marina Real británica y capitán del HMS Essex.[14]

- Agnus Barnett como Mullroy: Ex-marine real y miembro de la tripulación de Barbossa. Amigo de Murtogg.[12]

- Giles New como Murtogg: Ex-marine real y miembro de la tripulación de Barbossa. Amigo de Mullroy.[12]

- Adam Brown como Cremble: Miembro de la tripulación de Jack Sparrow.[15]

- Danny Kirrane como Bollard: Miembro de la tripulación de Jack Sparrow.[15]

- Delroy Atkinson como Maddox, miembro de la tripulación de Jack Sparrow.[15]

- Paul McCartney como el tío paterno de Jack Sparrow, el tío Jack. Aparece brevemente en la escena de la prisión, en la que cuenta un chiste y canta el estribillo de Maggie Mae, el breve tema de Let it be[16]

- Keira Knightley aparece brevemente al final en un papel que no habla como Elizabeth Swann, la esposa de Will y la madre de Henry.[17] Adam Brown, Danny Kirrane y Delroy Atkinson aparecen como miembros de la tripulación de Jack,[15] y en la escena de la prisión, Paul McCartney aparece brevemente como el tío paterno de Jack, el tío Jack. Se ve una silueta CGI de Davy Jones en la escena posterior a los créditos, pero el actor Bill Nighy había declarado que no estaba informado sobre la apariencia del personaje.[18]

## Producción

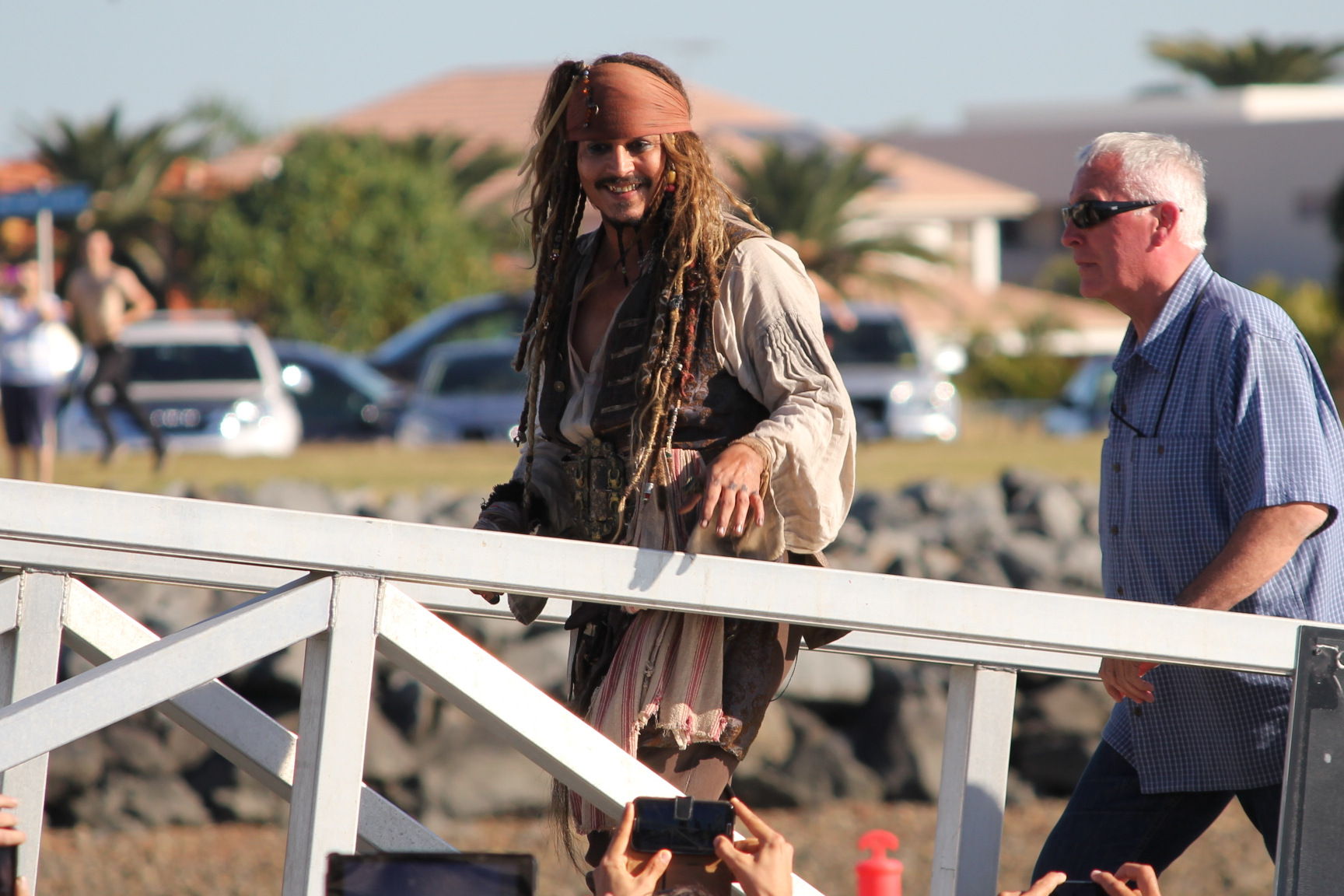
Johnny Depp en Cleveland, Queensland un día después de la filmación de la película el 4 de junio de 2015.

### Desarrollo
Poco antes del lanzamiento de Pirates of the Caribbean: On Stranger Tides, se confirmó que el escritor Terry Rossio estaba trabajando en un guion para una quinta película sin su compañero de escritura Ted Elliot. Con Walt Disney Pictures con la intención de rodar una quinta y sexta película para la saga. Sin embargo, más adelante se indicó que sólo estaba en desarrollo una quinta película. El 11 de enero de 2013, Jeff Nathanson firmó un contrato para escribir el guion de la película. El 29 de mayo de 2013, Joachim Rønning y Espen Sandberg fueron seleccionados para dirigirla. Esta decisión se basó tanto en su nominación al premio de la Academia por su película Kon-Tiki, así como por su capacidad para trabajar con un presupuesto limitado. El 22 de agosto de 2013, Ronning y Sandberg revelaron que el título para la quinta película iba a ser Piratas del Caribe: Los hombres muertos no cuentan cuentos. También confirmaron que ya estaban trabajando en la película, hablando de ella como algo "muy bueno en lo divertido y conmovedor" El guion de Jeff Nathanson que se inspira en la primera película, Pirates of the Caribbean: The Curse of the Black Pearl. Kaya Scodelario dijo sentir que la película "tiene la voluntad de dar mucho más de la sensación de la primera película, los productores quieren retomar de nuevo el principio. Y ellos querían que yo estuviera en este viaje épico, y servirá no solo para que tenga sentido con la saga y para atar los cabos sueltos, sino también para llevar a nuevas historias".
Sin embargo, después del fracaso de la compañía Disney con la película de El Llanero Solitario, el estudio perdió más de 190 millones de dólares en 2013, y era una película protagonizada por Johnny Depp con una ecuación similar de excéntrica, ahora se presentaba la situación de que Disney estaba cuestionando la rentabilidad de Depp y por lo tanto la de toda la franquicia de Piratas del Caribe, por lo que la película fue examinada de nuevo y no tendría luz verde para avanzar a principios de 2014. Otro problema surgió, junto con la falta de éxito que Depp experimentó fuera de la franquicia de Piratas, también tenían problemas con el guion, cuando el presidente de Walt Disney Studios Alan Horn declaró: "No hemos visto aún un guion en un estado que sea capaz de firmar. Hay una gran cantidad de variables que afectan el resultado final una vez que sale de la porción del estudio, por lo que son muy cuidadosos ". Debido a estos problemas, la producción de la película se retrasó y se movió de un comunicado de estreno para 2015 aspirado por Disney en 2013 a un comunicado probable en el 2016. El productor Jerry Bruckheimer reveló que la escritura, así como las cuestiones presupuestarias tenían una gran demora, y Jeff Nathanson estaba trabajando en un segundo intento sobre la base de un esquema de guion bien recibido, con el que declaró: "Queremos Todos los factores. Un guion que todo el mundo quiere firmado y rodando y un presupuesto que todo el mundo quiere aceptado" Después de que el guion fuese aceptado y la película finalmente recibió oficialmente luz verde por parte de Disney en julio de 2014, la fecha de lanzamiento se trasladó hasta el 7 de julio del 2017.
Muchos de los miembros de la tripulación eran nuevos en la franquicia, en sustitución de los miembros que habían participado en las cuatro películas anteriores. Además los Directores Joachim Rønning y Espen Sandberg y el escritor Nathanson, un nuevo director de fotografía, Paul Cameron llegó en sustitución de Dariusz Wolski, el diseñador de producción Nigel Phelps, el supervisor de efectos visuales Gary Brozenich, el supervisor de efectos especiales Dan Oliver, el supervisor coordinador de especialistas RA Rondell, los coordinadores de dobles Thomas Robinson Harper y Kyle Gardiner, el diseñador de maquillaje y de pelo Peter Swords King, los nuevos productores ejecutivos Joe Caracciolo, Jr. y Brigham Taylor sustituyendo a Mike Stenson y los editores de cine Joel Cox y Gary D. Roach y Roger Barton. El diseñador de vestuario Penny Rose regresó después de haber dirigido la creación de los trajes para las cuatro películas anteriores, junto con el productor ejecutivo Chad Oman.
En declaraciones para IGN, mientras que seguía en la promoción de su película El hobbit: la batalla de los Cinco Ejércitos, Orlando Bloom indicó que la película podría servir como un reinicio suave para toda la franquicia, diciendo: "Básicamente quieren reiniciar toda la franquicia, creo, y también quieren hacer algo conmigo y la relación con mi hijo ".

### Guion
Fue confirmado que el escritor Terry Rossio estaba escribiendo el guion para una quinta película poco antes de la liberación de Pirates of the Caribbean: On Stranger Tides en el año 2011. Sin embargo, su guion no pudo encontrar la simpatía de la compañía Disney, ya en enero de 2013, Jeff Nathanson había sido contratado para escribir un nuevo guion para la película. Sin embargo, su guion era demasiado costoso, no era bien recibido, y en parte debido a estos problemas, la producción de la película se retrasó y la fecha de lanzamiento aspirada para el año 2015 se aplazó. Debido a que Disney y Bruckheimer no pudieron llegar a un acuerdo para el esquema inicial del guion, que de acuerdo a una fuente de Disney, "era demasiado caro, pero también era muy complicado y difícil de seguir", Se le ordenó volver a escribir el guion, basado en un esquema de principios de 2014 que fue bien recibido, ya que, según Bruckheimer "queremos un guion que todo el mundo pueda ver firmado."
El 13 de abril de 2014, Johnny Depp dijo en una entrevista que Bruckheimer y Disney lo habían invitado a colaborar con el guionista Jeff Nathanson. También dijo que él quiere hacer una película de Piratas que sea muy fresca y diferente, dando a entender que podría ser la última película de la serie. En una entrevista a Depp, este fue citado diciendo:

"Todos los involucrados quieren que el guion sea correcto y perfecto. Así que nos hemos ido a hacer otras cosas (entretanto). Estamos todavía esperando hacer juntos la película. Yo lo disfrutaría inmensamente. Son super talentosos. Tienen un gran sentido del humor. Creo que tienen un enfoque muy divertido de lo que vamos a hacer con los próximos 'Piratas'. Muy feliz y orgulloso, he acogido con satisfacción la participación en la historia y el trabajo directo con el guionista Jeff Nathanson. Está funcionando muy bien. Así que tengo grandes esperanzas en los 'Piratas del Caribe 5', porque si esta es realmente la última película, que probablemente lo es, creo que se lo debemos al público, que vinieron y vieron las películas tantas veces. Nos van a hacer las cosas bien y terminarán en una nota alta ".

fuente:
Johnny Depp

### Casting
En su entrevista con la prensa en el lanzamiento en Cannes de Pirates of the Caribbean: On Stranger Tides, Depp dijo que iba a hacer el papel, por el tiempo que este fuera popular entre el público de la saga. En agosto de 2012 las Noticias revelaron que Johnny Depp firmó oficialmente para hacer la quinta película, según se informa ganaría 90 millones de dólares por repetir su papel de Jack Sparrow. Al igual que con la cuarta película, Depp también participó en secuencias de comandos y en la planificación de "Los hombres muertos no cuentan cuentos". Geoffrey Rush había comentado que volvería como Héctor Barbossa en la quinta entrega, diciendo: "Si ellos siguen transformando a este personaje, absolutamente", así como dando a entender que él puede regresar como el villano. También dijo que la megalomanía de Barbossa" podría explotar en formas horribles. " En diciembre de 2014, Rush confirmó su regreso para la quinta entrega, donde Barbossa y Jack estaban "en el corazón de ella y hay un nuevo conjunto de líneas argumentales para la historia en general." A finales de 2011, cerca de cuatro años después de la elección de no regresar para la cuarta entrega, Orlando Bloom dijo que ahora le gustaría volver para una quinta película si se lo ofrecían. Varias semanas después de que Disney oficialmente diera luz verde para la película, Bloom declaró que hubo "discusiones" sobre su regreso a la franquicia en septiembre de 2014. Bloom comentó además en diciembre de 2014, que si bien no estaba seguro si iba a volver, estaba en conversaciones. Asimismo, indicó que Disney puede hacer un reinicio por el software con la franquicia y se centran en Will Turner y su hijo. Después de meses de especulación y después de filmar encubierto, la participación de Bloom se confirmó en el Disney D23, el 15 de agosto de 2015.
El actor australiano Brenton Thwaites entró en conversaciones para el papel de Henry Turner a finales de noviembre de 2014, después Disney le dio a escoger más de Taron Egerton, George MacKay, Mitchell Hope, Ansel Elgort y Sam Keeley. A mediados de enero de 2015, declaró que iba a viajar a Australia para filmar la película en febrero, revelando que su papel era de hecho el del hijo de Will Turner, luchando por romper una maldición para así finalmente conocer a su padre. El 24 de enero, Jerry Bruckheimer anunció a través de Twitter que Kaya Scodelario había sido elegida como la protagonista femenina. En julio, el nombre de su personaje fue revelado y sería Carina. En los primeros borradores del guion el nombre Carina Smyth apareció como la hija de Barbossa, siendo una astrónoma acusada de ser una bruja. Scodelario confirmó que el personaje era una astrónoma y que "ella es un personaje totalmente diferente" del de Keira Knightley de Elizabeth Swann. En octubre de 2014, IGN informó que Javier Bardem, esposo de Penélope Cruz, quien interpretó a Angélica en la cuarta entrega, estaba en principios de conversaciones para aparecer como el antagonista de la película. Su papel fue finalmente confirmado como el del capitán Salazar. Kevin McNally confirmó su regreso como Joshamee Gibbs a través de su cuenta en Twitter a finales de enero. Poco después de la ubicación de la preproducción inaugurada en Australia, Disney emitió un casting a los agentes locales para encontrar actores de todos los niveles de edad y experiencia para solicitar los papeles como extras en la próxima película, con las audiciones también abiertas en los Estados Unidos. Adam Brown, Delroy Atkinson, Danny Kirrane fueron revelados como miembros del reparto poco antes de la filmación. Martin Klebba confirmó su regreso como Marty través de Twitter días antes de que comenzara la filmación. Los dos niños del director Joachim Rønning aparecen en la película como extras.
Tanto Lee Arenberg como Mackenzie Crook, comentaron la posibilidad de regresar como sus respectivos personajes Pintel y Ragetti. Arenberg había confirmado en varias entrevistas que, a pesar de que no volvería para la cuarta película, tenía la esperanza de repetir su papel como Pintel en el futuro. En una entrevista el 7 de noviembre de 2014, Crook confirmó que había recibido una llamada de Disney sobre su disponibilidad para la película, aunque afirmó en medio de la incertidumbre que si quería repetir su papel. En última instancia Crook se negó a repetir su papel, con el fin de centrarse en su presente serie de televisión, Detectorists. Él admitió sin embargo que sentía "punzadas por la nostalgia", cuando el reparto y el equipo filmaron la película sin él. Sin embargo, poco antes de que comenzara el rodaje, Arenberg anunció en Twitter que tampoco iba a hacerlo, a pesar de haber estado interesado.
A finales de 2016 y principios de 2017, hubo rumores de que Keira Knightley tendría un cameo en la quinta película de Piratas del Caribe, retomando su rol como Elizabeth Swann, pero no fue sino hasta mediados de abril cuando se confirmó su participación con el lanzamiento del tráiler internacional en japonés.

### Rodaje
El 15 de enero de 2014, los directores Joachim Rønning y Espen Sandberg confirmaron que el rodaje tendría lugar en Puerto Rico y Nueva Orleans, y Bruckheimer había mencionado previamente que podría rodarse una secuencia en Luisiana. De acuerdo con fuentes de la industria del cine de Australia, en el lugar se comenzó la preproducción a finales de septiembre de 2014. Esto fue confirmado oficialmente por Disney y el ministro de Artes de Queensland el 2 de octubre de 2014, indicando que el rodaje se llevaría a cabo exclusivamente en Queensland, Australia, siendo esta la mayor producción que nunca antes en Australia. Village Roadshow Studios y Port Douglas fueron confirmados oficialmente como otros lugares de rodaje. Las escenas en la nave fueron filmadas en frente de una pantalla verde gigante al aire libre en Helensvale, mientras que un set de filmación en forma de un pueblo fue construido en Maudsland. El rodaje se trasladó al Parque Doug Jennings entre el 30 de marzo y el 15 de junio de 2015 para las escenas en el agua sumergida. Sin embargo, debido al extremo mareo entre los actores y el del equipo de filmación debido a las "grandes olas" en The Spit, el rodaje se trasladó a Raby Bay, un lugar de aguas más tranquilas. Algunas escenas se rodaron en Lennox Head el 1 de junio. Después de muchas especulaciones sobre si Orlando Bloom volvería para la quinta entrega de Piratas del Caribe, Bloom llegó a la Costa de Oro a finales de mayo para repetir su papel como Will Turner. Escenas que ofrecen el esqueleto de un cachalote que se había construido fueron realizadas en Hastings Point del 21 de junio al 23 de junio. La mayor parte de los actores de reparto habían terminado sus escenas para el 8 de julio, pero la filmación continuó y se trasladó a las islas Whitsunday para que pudieran ser filmadas las tomas finales. Los locales constituyeron más del 75 por ciento de la tripulación, más de 850 trabajadores en la película, con más a la espera que los trabajos en la producción acabaran en julio, y los locales también serían responsables de la mayor parte de los 6100 extras que necesitarían en los días de la película. El rodaje comenzó el 17 de febrero de 2015. Cuando la filmación general terminó y la mayoría del reparto y el equipo ya habían terminado el día 8, se celebró una fiesta de despedida el 11 de julio de 2015. El 21 de julio de 2015, Joachim Rønning anunció a través de su cuenta en Instagram que el rodaje se había completado después de una intensa sesión de 95 días.
El 1 de enero de 2015, The Rainbow Gypsy, obtuvo una réplica de 15 años de edad, de una nave escocesa Bawley del año 1897, que navegó por la Costa de Oro para iniciar el extenso reacondicionamiento, que incluirá un nuevo bauprés, cubiertas reconfiguradas y cabinas, con el fin de convertirse en la Gaviota de la Muerte, una nave de un solo mástil fantasma. Su capitán y propietario Kit Woodward será un aparejador en la película.
Por causa de una serie de controversias y contratiempos, la película sería retrasada durante su producción. Entre estos están las leyes de bioseguridad en Australia, que plantearon problemas relacionados con los monos capuchinos que interpretan al mono mascota de Héctor Barbossa llamado Jack, ya que los animales se consideran como categoría 1 entre las plagas y se requieren estrictas medidas y una cuarentena de 30 días. Además de la polémica en torno al uso de los monos, también surgieron grupos de activistas por los derechos de los animales, que instaron al ministro federal del Medio Ambiente Greg Hunt de rechazar la solicitud de traer a los dos monos capuchinos desde California hasta Australia, con el argumento de que el viaje podría "dañar la salud de los monos, y que las actuaciones en las película no son naturales para los animales salvajes y que la aparición de monos en películas fomenta el comercio ilegal de la vida silvestre". Uno de los monos causó más interrupciones en la filmación cuando se alejó del set en Movie World y mordió a una maquilladora de otra producción en la oreja. Crew y otros miembros del reparto se vieron obligados a cubrir las lentes de la cámara en todos los teléfonos móviles con cinta adhesiva para evitar que la película fuese pirateada antes de su lanzamiento. Para evitar que los fanes interfirieran con la producción, los lugares de rodaje que se utilizaron fueron secretos, y el nombre de la producción destacaba la palabra 'Herschel' para ocultar el hecho de que era la quinta película de Piratas del Caribe. Tras el intento de un hombre armado que estaba tratando de eludir la seguridad, se incrementaron las ya muy fuertes medidas de seguridad.
El 10 de marzo de 2015, Johnny Depp fue herido mientras estaba rodando en el set de filmación y tuvo que ser trasladado de regreso a los Estados Unidos para la cirugía. Debido a su ausencia, la filmación se estancó por completo y 200 miembros del equipo se vieron obligados a retirarse durante dos semanas, cuando ya habían hecho todo lo que habían podido sin Depp. El rodaje se fijó para poder reanudarse "alrededor del 20 de abril" y Depp volvió para reincorporarse el 21 de abril. Debido a la demora, según se informa, la película superó el presupuesto previsto para toda la filmación por un margen de 70 millones de dólares. En junio, Kaya Scodelario resultó herida en el set junto con un doble de acción.
Se reportó que una filmación secreta se llevó a cabo en los Estudios Shipperton en Inglaterra en noviembre de 2016, que incluía a la actriz Keira Knightley, lo cual generó una gran impresión en el público cuando salió al aire la película.

### Música
Esta fue la primera película de la serie para la que Hans Zimmer no compuso la música. En cambio, el compositor principal es uno de sus protegidos, Geoff Zanelli, que había trabajado en las cuatro entregas anteriores de la franquicia. Zanelli dijo que Zimmer "redefinió el sonido de todo el género" y consideró un gran logro haber trabajado con él y Bruckheimer. Utilizó esta experiencia con la franquicia para construir un nuevo sonido para la película. Dijo que "no es necesario modernizar las melodías, son eternas", y citó un ejemplo de cómo trató de hacer que el sonido fuera más moderno con un chelo eléctrico para crear un leitmotif amenazante para Salazar. Esta fue también la primera partitura de Piratas del Caribe en presentar principalmente percusión en vivo, en oposición a la percusión programada en las partituras anteriores. Como la película tardó más de un año en comenzar a producirse luego de la contratación de Zanelli, acompañó la evolución del guion y estaba familiarizado con los arcos de personajes que necesitaría traducir en sus temas. Zanelli siempre comenzó a escribir la música en el piano, es decir, una orquesta sintetizada. La banda sonora de la película fue lanzada el 26 de mayo de 2017.

### Posproducción
El trabajo sobre la película concluyó el 19 de abril de 2017. La edición fue una colaboración entre Roger Barton y Leigh Folsom Boyd, y este último detalló que "Roger comenzó desde el principio de la película y yo comencé desde el final, y nos encontramos en el medio". Boyd agregó que fue el proceso de postproducción más largo en el que estuvo involucrada, ya que Disney quería dar "el apoyo y el margen de maniobra que necesitábamos para contar la historia y permitir que los complejos efectos visuales se cuecen". Los editores trabajaron estrechamente con el equipo de previsualización para, según el supervisor de efectos Gary Brozenich, "dar carne a los huesos de las placas que necesitaban una explicación de los efectos, así como cualquier latido CG nuevo que se agregaría más tarde". Junto con el equipo de posproducción en Los Ángeles, Brozenich tuvo que dividir su tiempo yendo al Reino Unido y Montreal, para verificar las ocho compañías que manejan las 2.000 tomas de efectos visuales de la película, de las cuales 150 consisten solo en gráficos por computadora. El proveedor principal fue el propio empleador de Brozenich, Moving Picture Company (MPC). Entre el trabajo de MPC se encontraban los piratas no muertos de Salazar, cuyas imágenes en el set fueron reemplazadas principalmente por CGI para lograr partes del cuerpo faltantes y cabello y ropa flotantes. Brozenich declaró que lo que se mantuvo de los actores originales fue "su carrera, marcha y rostros". Para proporcionar una referencia para las partes flotantes, que estaban destinadas a parecerse a un perpetuo estado de ahogamiento, un especialista en traje completo y peluca fue filmado bajo el agua en una piscina realizando varias acciones. Atomic Fiction manejó las escenas en St. Martin, convirtiendo los pocos bloques de edificios construidos en el set en más de 600 edificios CG, rodeados de un entorno selvático. El trabajo combinó referencias tanto del Caribe como de Tailandia, y mejoró a través de CGI tanto la guillotina en la que Jack Sparrow es casi ejecutado como el banco de la escena del atraco; el banco debía verse como si sus cimientos hubieran sido excavados en el suelo en lugar de deslizarse sobre la superficie. Junto con las imágenes del mar filmadas tanto en los escenarios australianos como en Key West, Florida, hubo un amplio uso de simulaciones de agua, y los artistas usaron la escala de Beaufort para garantizar que las olas y el viento coincidieran de manera realista.

## Estreno

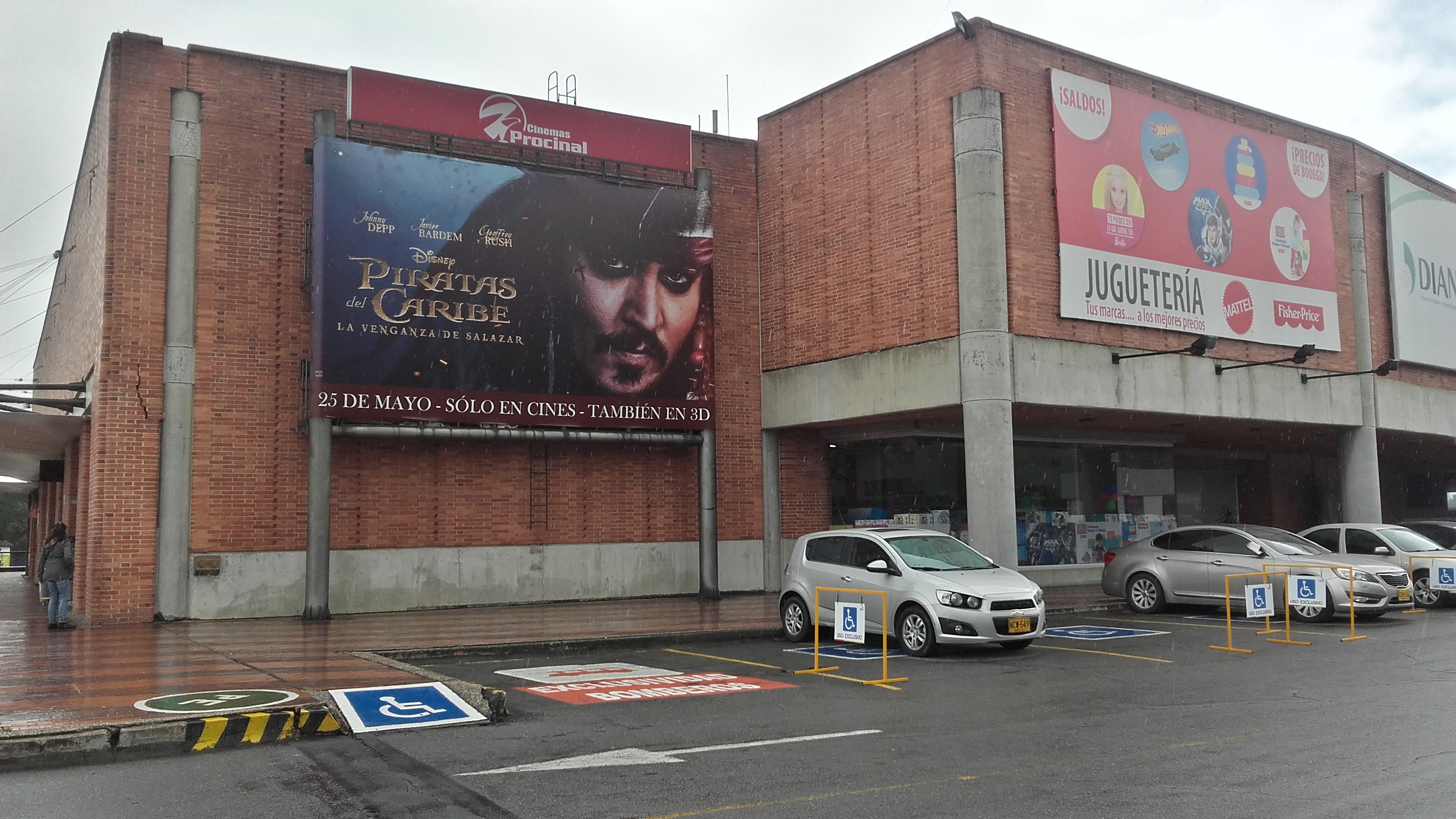
Póster de promoción.

La cinta se exhibió por primera vez en la D23 Disney Expo 2016, donde Johnny Depp apareció con el traje característico de Jack Sparrow y el logotipo de la película en el que aparece con Orlando Bloom, confirmando a este oficialmente para ser un protagonista de la película.
Un teaser tráiler fue lanzado el 2 de octubre de 2016 en el cual fue presentado el Capitán Salazar (Javier Bardem) pero carecía de Jack Sparrow.

### Comercialización
Dead Men Tell No Tales tuvo su estreno mundial en el Shanghai Disney Resort el 11 de mayo de 2017. En varios países, incluido el Reino Unido, la película se estrenó como Piratas del Caribe: La venganza de Salazar, una decisión sobre la que no se informó a los directores. Fue lanzado en los cines en Italia y Noruega el 24 de mayo, y en los Estados Unidos, Canadá y China el 26 de mayo. Es la primera función de Hollywood que se lanzará en los Estados Unidos para el nuevo formato ScreenX similar a un panorama, que se proyectó en dos ubicaciones en los Estados Unidos: CGV Buena Park y CGV Cinemas, ambos en Los Ángeles, California. Además, jugó en 81 pantallas en teatros seleccionados en Corea, China, Tailandia, Vietnam, Turquía e Indonesia. La película también se reprodujo en 4D en 373 pantallas 4DX en todo el mundo. La película fue lanzada en IMAX en una relación de aspecto 1.9: 1 ampliada. Fue el tercer lanzamiento de Disney del año, después de La bella y la bestia y Guardianes de la Galaxia vol. 2.
Poco antes del lanzamiento, 'Dead Men Tell No Tales' fue presuntamente robado por un grupo de piratas informáticos, que exigieron una gran suma de dinero a Disney para que no filtren la película inédita. La compañía se negó a hacerlo y trabajó con el FBI para descubrir la identidad del grupo. El CEO de Disney, Bob Iger, informó que los piratas informáticos no robaron su película.

### Marketing
Un sólido esfuerzo de marketing ayudó a promover Dead Men Tell No Tales. La película se exhibió por primera vez en la Disney D23 Expo 2015, donde Depp apareció vestida como Jack Sparrow y se reveló el logotipo de la película, con Orlando Bloom confirmado como protagonista de la película. Elizabeth Rudnick se confirmó a sí misma para novelizar la película, describiéndola como una película que recuperaba la sensibilidad inicial de la serie, al tiempo que devolvía a Jack Sparrow a "toda su gloria arrogante". Una precuela vinculada que amplía la historia de fondo de la película. También se lanzó el personaje Carina Smyth, titulado Piratas del Caribe: Los hombres muertos no cuentan cuentos: la estrella más brillante del norte. La película se exhibió en el 2016 Walt Disney Content Showcase en Sudáfrica, donde se previsualizó el arte conceptual, los detalles de la historia y las imágenes en el set.
El primer avance fue lanzado el 2 de octubre de 2016, durante el final de la segunda temporada de Fear the Walking Dead de 
AMC, y mostró a Armando Salazar buscando a Jack Sparrow, quien aparece en un póster buscado. El 27 de enero de 2017, Disney subió un póster de movimiento de ocho segundos a su cuenta oficial de Instagram, promoviendo el lanzamiento de un spot televisivo de la película durante el Super Bowl LI. Luego, Disney lanzó un teaser televisivo de 30 segundos en el Super Bowl LI, con una versión extendida lanzada en línea con "Ain't No Grave" de Johnny Cash. El tráiler fue considerado como el tráiler "grande" del evento y fue el tráiler más visto de todas las películas anunciadas en el espectáculo de medio tiempo. Se lanzó un nuevo póster teaser con el avance. Ambos teasers recibieron una reacción muy positiva del público. El tráiler oficial fue lanzado el 2 de marzo. Otro tráiler fue lanzado el 25 de marzo. El primer spot televisivo de 30 segundos fue lanzado el 31 de marzo. El 21 de abril, en los parques de Disney y en los cuatro cruceros de Disney, Disney mostró un adelanto de la película. Disney estrenó una secuencia extendida de 5 minutos de la película frente al lanzamiento en el Reino Unido de Marvel's Guardians of the Galaxy Vol.2, el 28 de abril.

## Recepción
La venganza de Salazar fue mostrada en el CinemaCon el 28 de marzo de 2018 en el Caesars Palace, Las Vegas, Estados Unidos, y las reacciones iniciales fueron muy positivas.

### Taquilla
Inicialmente, se esperaba que las primeras proyecciones de la película recaudaran 115 millones de dólares durante su fin de semana de estreno, incluyendo el Día de los Caídos. Sin embargo, en mayo, las proyecciones se ajustaron hacia un promedio de $90–100 millones en sus cuatro días de estreno.

#### Norteamérica
Dead Men Tell No Tales debutó durante el fin de semana inaugural de cuatro días del Memorial Day, que se estrenó en 4,276 salas de cine, de las cuales más de 3,100 eran en 3D, aprovechando formatos como IMAX, D-Box y 4DX. La película ganó $23.4 millones en su primer día, incluyendo $5.5 millones de avances. Fue el día de apertura más bajo de la franquicia. Dead Men Tell No Tales recaudó $63 millones en tres días, y $78.5 millones en cuatro (viernes - lunes), terminando primero en la taquilla, por delante de Guardians of the Galaxy Vol. 2 y su compañero recién llegado Baywatch. Fue el segundo fin de semana de apertura más pequeño de la franquicia, solo ganó más que la primera película, y cada una de las otras entregas ganó al menos $90 millones. A pesar de que la película registró el puntaje más alto en la serie, la apertura estuvo muy por debajo de las expectativas de $ 80–115 millones. Los analistas atribuyeron el bajo rendimiento a las críticas negativas, la fatiga de la franquicia y los rendimientos decrecientes de Johnny Depp y la depreciación de la imagen pública, en medio de sus problemas personales. Aun así, funcionó mejor que los lanzamientos anteriores de Disney en el Día de los Caídos (Prince of Persia: The Sands of Time, Tomorrowland y Alice Through the Looking Glass),y los ejecutivos del estudio dijeron que estaban satisfechos con el estreno de la película. que ayudó a Disney a superar los $1 mil millones en los Estados Unidos. 
La película cayó un total de 65% en su segundo fin de semana, el peor de la serie, recaudando $22.1 millones, [165] y terminando en tercer lugar, después de los recién llegados Wonder Woman ($103.3 millones) y Captain Underpants: The First Epic Movie ($23.9 millones). Permaneció entre los diez primeros durante cuatro semanas más.

#### Fuera de América del Norte
A nivel internacional, donde se comercializa como Venganza de Salazar en la mayoría de los países, la película fue lanzada día y fecha con su debut en América del Norte en 54 mercados (91% de su mercado total, excepto Japón, donde se estrenó el 1 de julio). Los informes preliminares hicieron que la película se abriera a $150–175 millones, pero posiblemente tenga un rendimiento superior dependiendo de los principales mercados, especialmente China. Si bien su carrera en China se benefició del Festival del Barco del Dragón del 28 al 30 de mayo, un lucrativo período de películas, y del Día Internacional del Niño (1 de junio), el bombardeo de Manchester Arena 2017 tuvo un efecto deteriorante en ciertos mercados europeos durante fin de semana de estreno de la película.
De miércoles a viernes, registró una apertura de $208.8 millones. Alrededor de $14 millones provienen de las proyecciones de IMAX, la segunda mayor apertura internacional de IMAX en mayo, después de Capitán América: Civil War. Similar a su caída en los Estados Unidos, ganó $73.8 millones en su segundo fin de semana, cayendo al segundo lugar, detrás de Wonder Woman.

### Crítica
La película ha recibido reseñas generalmente negativas de parte de la crítica, pero positivas de parte de la audiencia. En el portal de internet Rotten Tomatoes, la película posee una aprobación de 32%, basada en 173 reseñas, con una puntuación de 4.7/10 por parte de la crítica, mientras que de parte de la audiencia tiene una aprobación de 78%.
La página Metacritic le ha dado a la película una puntuación de 38 de 100, basada en 43 reseñas, indicando "reseñas generalmente negativas". Las audiencias de CinemaScore le han dado una puntuación de "A-" en una escala de A+ a F, mientras que en el sitio IMDb los usuarios le han dado una puntuación de 7.3/10, con base en más de 17 000 votos.
Se registró el mayor día de apertura del año en varios mercados, incluidos Alemania ($ 3.6 millones), Austria, Francia ($ 2.3 millones), Finlandia, Suecia, Bélgica, Tailandia ($ 400,000), Indonesia, Malasia y los Países Bajos ($ 900,000, el segundo -la mayor apertura de Disney, detrás de Star Wars: The Force Awakens). Rusia registró la mayor apertura de todos los tiempos con $ 18.4 millones ($ 18.6 millones incluyendo avances). En China, donde la película tuvo su estreno mundial, ganó $ 21.3 millones en su día inaugural, la cuarta mayor apertura de Disney en el país. Tenía una cuota de mercado del 87% y ya había superado todas las ganancias de Piratas del Caribe: en el fin del mundo. Con un total de $ 67.9 millones, registró el tercer puesto más alto en tres días para cualquier título de Disney, y una apertura mucho más alta que la de los Estados Unidos. La película funcionó extremadamente bien en IMAX, ganando $ 9 millones en 401 pantallas desde el viernes hasta las reservas del lunes temprano. La sólida apertura se ha atribuido al Festival del Bote del Dragón, el poder de las estrellas de Depp, la ubicuidad de la franquicia, el impacto del Parque Disneyland de Shanghái y el buen boca a boca, con un puntaje de 7.5 / 10 en el agregador de comentarios Douban y 8.7 / 10 en la parte superior de la plataforma móvil de tickets Weying. El último lanzamiento de la película fue Japón (1 de julio), donde se estrenó en el número uno, logrando el estreno más taquillero para una película occidental del año, ganando $ 9.25 millones durante el fin de semana del 1 al 2 de julio. Conservó el liderazgo de taquilla durante una semana más, y fue la película extranjera más taquillera en el siguiente fin de semana.

## Hackeo
En mayo de 2017, la película fue presuntamente robada por un grupo de hackers piratas, que exigieron una gran suma de dinero de Disney para que no distribuyeran la película inédita. La compañía se negó a hacerlo y trabajó con el FBI para obtener la identidad del grupo. Además, el CEO de Disney, Robert Iger, informó que los piratas informáticos no robaron su película.

## Secuela
Poco antes del lanzamiento de On Stranger Tides, se informó que Disney planeaba rodar la quinta y la sexta películas consecutivamente, aunque luego se reveló que solo la quinta película estaba en desarrollo. El 4 de marzo de 2017, el director Joachim Rønning declaró que Dead Men era solo el principio de la aventura final, lo que implicaba que no sería la última película de la franquicia y que se podría realizar una sexta película. La escena poscréditos nos muestra a Will Turner, Elizabeth Swann y Davy Jones, implicando que Will y Elizabeth volverán a ser personajes principales y Davy Jones sería el principal antagonista en una sexta película. En marzo de 2018 Disney anunció que prescindía de los servicios del actor Johnny Depp para seguir formando parte de las películas de Piratas del Caribe.
En junio de 2020 se dio a conocer que la actriz Margot Robbie actuaría en la  sexta entrega de la saga con un papel protagónico; este filme  contará con nuevos protagonistas. En una entrevista reciente en 2022 para Vanity Fair, Margot Robbie informó que esta secuela había sido cancelada.